# 沃羅尼亞基
49°46′34″N 24°53′30″E / 49.77611°N 24.89167°E
沃羅尼亞基（烏克蘭語：Вороняки），是烏克蘭西部的村莊，隸屬利維夫州的佐洛奇夫區。該村始建於1680年，面積7.24平方公里，海拔高度397米，2025年人口2,955。